# 何蜀
何蜀（1948年6月—），文革史学家，曾担任中国共产党重庆市委党史研究室《红岩春秋》杂志社副主编、副编审。 2008年与北京电影学院教授吴迪（启之）一同创办了文革历史研究的电子期刊《记忆》。 2011年另创办文革研究电子期刊《昨天》。

## 个人经历
何蜀1948年6月出生于重庆。 1964年初中毕业后，因父亲被打为“右派”而无法入读高中。 此后曾担任过四川石油临时工，文化大革命期间曾在重庆钢厂工作。 1981年，调任重庆人民广播电台文史节目编辑。 1989年，参与创办中国共产党重庆市委党史研究室《红岩春秋》杂志社，曾担任副主编、副编审。 现已退休。 曾担任香港中文大学访问学者。
2008年，何蜀与吴迪（笔名：启之）一同创办了有关文革历史的电子期刊《记忆》。 2011年，何蜀退出《记忆》、另办文革研究电子期刊《昨天》。 何蜀与知名文革史学家王年一有长期紧密合作。

## 代表作品
何蜀的部分代表作品有：《霧城血》、《紅岩精神叢書．紅岩千秋》、《紅岩精神叢書．紅岩精神三字歌》、《霧都明燈》、《東方紅故事叢書．紅岩村人立下豐碑》等等。 出版书籍包括：
- 《為毛主席而戰——文革重慶大武鬥實錄》，香港三联书店（2010年）[1][2]
- 《从中共高干到国军将领: 文强传》，广东人民出版社（2008年）[15]